# Cantonul Laval-Saint-Nicolas
Cantonul Laval-Saint-Nicolas este un canton din arondismentul Laval, departamentul Mayenne, regiunea Pays de la Loire, Franța.